# هوانغ إن-بيوم
هوانغ إن-بيوم (الكورية: 황인범؛ هانجا: 黃仁範)؛ (20 سبتمبر 1996) هو لاعب كرة قدم محترف كوري جنوبي، يلعب في مركز خط الوسط في صفوف نادي أولمبياكوس، ومنتخب كوريا الجنوبية.

## الإحصائيات

### دولي
آخر تحديث 27 سبتمبر 2022.
| الفريق الوطني   | سنة             | الظهور | الأهداف |
| --------------- | --------------- | ------ | ------- |
| كوريا الجنوبية  | 2018            | 7      | 1       |
| كوريا الجنوبية  | 2019            | 16     | 2       |
| كوريا الجنوبية  | 2021            | 6      | 1       |
| كوريا الجنوبية  | 2022            | 8      | 0       |
| المجموع الوظيفي | المجموع الوظيفي | 37     | 4       |

## روابط خارجية
- هوانغ إن-بيوم على موقع الاتحاد الأوربي (الإنجليزية)
- هوانغ إن-بيوم على موقع دوري كوريا الجنوبية (الإنجليزية)
- هوانغ إن-بيوم على موقع الدوري الأمريكي (الإنجليزية)
- هوانغ إن-بيوم على موقع قاعدة بيانات كرة القدم.إي يو (الإنجليزية)
- هوانغ إن-بيوم على موقع ليكيب (الفرنسية)
- هوانغ إن-بيوم على موقع ناشيونال فوتبول تيمز (الإنجليزية)
- هوانغ إن-بيوم على موقع Soccerbase.com (لاعب) (الإنجليزية)
- هوانغ إن-بيوم على موقع Soccerway.com (الإنجليزية)
- هوانغ إن-بيوم على موقع عالم كرة القدم.نت (الإنجليزية)